# Helmut Bachmann (Koch)
Helmut Bachmann (* 6. April 1959 in Antholz-Mittertal, Südtirol) ist ein italienischer Koch, Fachlehrer und Fachbuchautor. 

## Werdegang
Nach der Ausbildung zum Koch durchlief Helmut Bachmann mehrere Stationen in renommierten Hotels im In- und Ausland. Von 1981 bis 1995 nahm er sowohl als Einzelaussteller als auch mit der Regionalmannschaft des Südtiroler Köche-Verbandes an über 60 nationalen und internationalen kulinarischen Wettbewerben und Ausstellungen teil. Weiters war er sieben Jahre lang Mitglied der italienischen Kochen-Nationalmannschaft, mit der er mehrere Goldmedaillen darunter in Frankfurt, Chicago und Basel erreichte.
Seit 1983 unterrichtet er als Fachlehrer an der Landesberufsschule für das Gast- und Nahrungsmittelgewerbe „Emma Hellenstainer“ in Brixen.
Bachmann ist Mitglied und Präsident des Bonsaiclubs Brixen.

## Publikationen
Zusammen mit Heinrich Gasteiger und Gerhard Wieser schrieb er bereits über 50 Kochbücher über die Südtiroler und mediterrane Küche, die im Athesia-Verlag in Bozen sowohl in deutscher als auch italienischer Sprache erschienen sind und zum Teil in die englische Sprache übersetzt wurden.
- So kocht Südtirol, 2001, ISBN 978-88-8266-015-4
- So kocht Italien, 2004, ISBN 978-88-8266-202-8
- Feine Küche Für alle Tage, 2004, ISBN 978-88-8266-227-1
- So backt Südtirol, 2007, ISBN 978-88-8266-341-4
- So kocht Südtirol – Menüs, 2013, ISBN 978-88-8266-905-8
- So schnell kocht Südtirol, 2014, ISBN 978-88-6839-036-5
- Kochbuchserie: So genießt Südtirol

## Familie
Helmut Bachmann wohnt in Mühlbach bei Brixen, ist verheiratet und hat drei Kinder.